# Campylomyza scutellata
Campylomyza scutellata är en tvåvingeart som först beskrevs av Thomas Say 1823.  Campylomyza scutellata ingår i släktet Campylomyza och familjen gallmyggor. Inga underarter finns listade i Catalogue of Life.